# X 1 (U-Boot, 1917)
Die X 1 war ein Minenleger-U-Boot der Regia Marina. Es war eine nicht originalgetreue Rekonstruktion, des vor Tarent gesunkenen und unter österreichischer Flagge operierenden deutschen U-Bootes SM UC 12 der Kaiserlichen Marine. Die X 1 bildete die Vorlage für die X-Klasse der italienischen Marine.

## Baugeschichte
Die italienische Marine zeigte großes Interesse am Wrack der am 16. März 1916 bei den Cheradi-Inseln vor Tarent gesunkenen UC 12, besaß sie doch bis zu diesem Zeitpunkt kein einziges Minenleger-U-Boot. Helmtaucher stellten fest, dass das Boot in 31 m Tiefe etwa 1700 m von der Küste entfernt lag und in zwei Teile zerbrochen war. Mit der Bergung wurde am 18. März begonnen. Am 4. April 1916 war sie abgeschlossen. Im Marinearsenal Tarent wurden die Wrackteile anschließend vom Marineingenieur Curio Bernardis genau unter Lupe genommen. Bernardis entschloss das Boot zu rekonstruieren, obwohl die sechs Minenschächte im Bug durch die Explosion schwer in Mitleidenschaft gezogen worden waren und ihm die Baupläne des Bootes nicht zur Verfügung standen. Zudem waren infolge des Untergangs einige Apparaturen unbrauchbar geworden, die durch gleichwertige italienische Apparate ersetzt werden mussten.
Das Boot wurde in drei Teile aufgeteilt. Der Bug- und Heckbereich wurden im Marinearsenal in Tarent rekonstruiert, der zentrale Bootsbereich in Castellammare di Stabia. Am 9. Dezember 1916 lief das nicht originalgetreue rekonstruierte Boot in Tarent vom Stapel. Am 13. April 1917 konnte es der italienischen Marine übergeben werden, die das Boot unter der Bezeichnung X 1 in Dienst stellte. Im Vergleich zur UC 12 war die X 1 etwa 30 cm kürzer und war mit einem etwas leistungsstärkeren Dieselmotor ausgestattet, was der X 1 einen etwas größeren Aktionsradius verschaffte. Zudem war das Boot der Regia Marina mit einer Flugabwehrkanone und zwei außen angebrachten Torpedorohren mit jeweils einem Torpedo zusätzlich bewaffnet worden.

## Einsatz und Verbleib
Nach den erfolgreich abgeschlossenen Testfahrten wurde die X 1 Ende 1917 der 1. U-Boot-Flottille in Venedig unterstellt. In der Folge wechselte es mehrmals den Heimathafen zwischen Venedig und Porto Corsini bei Ravenna. Im Mai 1918 absolviere das Boot seine erste Unternehmung und verlegte einen Minengürtel vor der Insel Lussino in der Kvarner-Bucht. Zwischen August und November 1918 operierte es weiter entlang der Küste Istriens und der Kvarner-Bucht. Dabei navigierte es ohne Schaden zu nehmen auch in feindlichen Minengürteln. Nach dem Waffenstillstand von Villa Giusti war die X 1 an der Besetzung von Buje in Istrien durch italienische Truppen beteiligt. im Zuge der allgemeinen Demobilisierung wurde das Boot am 1. Mai 1919 schließlich außer Dienst gestellt.